# Heinz Klingenberg (Mediävist)
Heinz Klingenberg (* 9. Oktober 1934 in Nauen; † 4. März 2018 in Freiburg im Breisgau) war ein deutscher germanistischer und skandinavistischer Mediävist und Runologe.
Heinz Klingenberg wurde als dritter Sohn des Ingenieurs Friedrich Klingenberg und seiner Frau Elisabeth, geb. Adam, in Nauen bei Berlin geboren. Seit 1941 besuchte er die Volksschule in Berlin-Pankow und von 1945 bis 1953 die Höhere Schule in Berlin. 1953 legte er auf der Berliner List-Schule das Abitur ab. Von 1953 bis 1955 studierte er zunächst an der Humboldt-Universität Berlin, anschließend an der Albert-Ludwigs-Universität Freiburg, wo er 1959 mit einer Arbeit über die Terminologie und Phraseologie zur Bezeichnung von Machtverhältnissen im Heliand bei Siegfried Gutenbrunner promoviert wurde und sich 1970 habilitierte. 1973 wurde er in Freiburg zum apl. Professor ernannt und war von 1979 bis zur Emeritierung 2000 Professor für Skandinavistik.

## Werke (Auswahl)
Monographien
- Runenschrift, Schriftdenken, Runeninschriften. 1973
- Edda, Sammlung und Dichtung. 1974
- Heidnisches Altertum und nordisches Mittelalter. Strukturbildende Perspektiven des Snorri Sturluson. 1999

Herausgaben
- Festschrift Siegfried Gutenbrunner. 1972 (Mithersg.)
- Festschrift Otmar Werner. 1997 (Mithersg.)